# Lieuwe Westra
Lieuwe Westra (Tytsjerksteradiel, 11 de setembro de 1982 – Medemblik, 14 de janeiro de 2023) foi um ciclista profissional holandês que representou os Países Baixos nos Jogos Olímpicos de Verão de 2012, participando em duas provas de ciclismo de estrada.

## Morte
Westra morreu no dia 14 de janeiro de 2023, aos 40 anos.